# Společnost sítí
Společnost sítí je termín, používaný k označení nového typu společenské organizace, spojeného s rozvojem telekomunikačních technologií, zejména internetu. Jeho autorem je sociolog Manuel Castells, který ji definoval jako:
| „                  | ...společnost, kde klíčové společenské struktury a aktivity jsou organizovány kolem elektronicky zpracovávaných informačních sítí. | “ |
| — Manuell Castells | |   |

V takovéto společnosti jsou znaky předchozí organizace (hierarchie, teritorium) nahrazovány mobilitou a propojeností informací. Komunikace se virtualizuje.

## Síťová společnost
S nástupem nových médií, sociálních sítí a progresivním rozvojem informačních a komunikačních technologií se objevují zmínky o tzv. restrukturalizaci společnosti, již si prominentní fundovaní sociologové jako Manuel Castells či Jan van Dijk dovolují klasifikovat jako společnost síťovou. Jaké jsou elementární aspekty této společnosti a co ji odlišuje od těch předchozích?
Odpověď na tuto otázku lze odvodit z rysů stávající společnosti, kdy jsou to právě informační technologie, aplikace a nástroje, které umožňují uživatelům komunikovat nejrůznější obsahy, navazovat nové kontakty, konvenují s hesly jako kooperace, integrace, solidarita, vzájemná podpora a mobilizace zdrojů na globální úrovni.Castells hovoří o novém informačně-technologickém paradigmatu a podotýká, že naše generace se nachází v období tzv. NITu, v období nových informačních technologií.
„…dnešní společnost se adaptovala na morfologii sítě, zvýšila se komplexita vzájemné interakce i časová flexibilita, inovovala se lidská aktivita, vznikají nové znalosti a informace. Nové paradigma směřuje k otevřenosti jako „multi-koncová síť“ a zároveň vytváří nepředvídatelný vzor dalšího rozvoje.“
Informační a komunikační technologie ztělesňují technologickou bázi pro síťovou společnost, vytváří optimální prostředí pro práci, vzdělávání a sociální styky, nejsou už pouhým prostředkem pro komunikaci. Proto nahlížíme na informační technologie jako na tvůrce nového společenského systému.
Oproti společnosti předcházející se síťová společnost pyšní konceptem virtuální reality, s nímž úzce souvisí pojmy interaktivita, hypertext, multimédia a virtuální identita. Sluší se zmínit - a Castells neopomíjí tuto skutečnost ani ve své nejznámější publikaci The Information Age: Economy, Society and Culture - že síť, jako specifická forma organizační struktury, tu byla mnohem dříve, než se zrodila myšlenka samotného internetu (Jan van Dijk jej doplňuje a potvrzuje, že sítě jsou staré jako lidstvo samo a můžeme je vidět už v dobách, kdy lidé žili v tlupách a kmenech.). Kupříkladu jak železnice, tak pošta reprezentovaly poměrně kvalitní a jednotnou síť, tak v čem spočívá převratnost síťové organizace, proč ji vnímat jako epochální? Castells ve své knize hovoří o třech elementárních hlediscích, které síťová společnost čerpá z nového technologického prostředí, jsou jimi:
- Funkčnost

- Flexibilita

- Snadná distribuce a propagace

Hladká a téměř bezproblémová distribuce umožňuje širokou expanzi, flexibilita zase schopnost konfigurace dle potřeb sítí,umožňuje pohotově reagovat na změny v daném prostředí. Výhodou je, že sítě nedisponují pouze jedním hlavním centrem, mohou tedy fungovat skvěle dál, i když bude jeden z jejich uzlů vyřazen. V tom tkví přínos síťového uspořádání oproti hierarchickému. Informační sítě jsou decentralizované, další znakem je již zmíněná interaktivita, která nabízí rozmanitost a mnohovrstevnatost komunikace. Obecně lze říci, že sítě svým uživatelům poskytují efektivní, stálou a snadnou komunikaci, jež úspěšně zdolává časové i prostorové bariéry. Čas měříme pouze ve spojení s dostupností informace.

## Definice sítě
V rámci komplexnosti předkládané tematiky je třeba povšechně definovat i samotnou síť, jelikož tento pojem je pro naši problematiku zásadní. Ve svém článku Toward a Sociology of the Network Society Castells popisuje síť jako: „dynamickou, samo vyvíjející se strukturu, která je poháněna informačními technologiemi a komunikacemi a může růst v souladu s cíli sítě. Svou hodnotu síť zvyšuje spolu s přidanými uzly.“ Infrastruktura soudobé síťové společnosti je tvořena obrovskou sítí recipročních vztahů ať už mezi jednotlivci, komunitami, nebo nadnárodními korporacemi. Sítě se staly nervovým systémem naší společnosti.
Castells ve svých analýzách velmi často akcentuje přítomnost toků v sociálním prostoru a tvrdí, že naše společnost je formována toky technologií, kapitálu, informací, symbolů, zvuků a obrazů. Staré industriální prostory se přeměnily v nový prostor informačních toků tzv. „space of flows“ a tvoří platformu síťové společnosti.

## Vznik nové ekonomiky
Ve své proslulé trilogii analyzuje Castells tři nezávislé procesy, které vedly ke zrodu síťové společnosti. Prvním z nich je prudký rozvoj informačních technologií, kapitalistická krize a geneze feministických a environmentálních hnutí jako reakce na demokratickou krizi a její tradiční organizace. Společně tyto tři proudy podnítily vznik nové síťové ekonomiky a nové síťové kultury.
Castells vyjmenovává tři primární vlastnosti nové síťové ekonomiky:
- Hlavní zdroj konjunktury tvoří generování a zpracování informací
- Činnosti jako produkce, výměna a spotřeba se odehrávají v globálním prostředí
- Produktivita a konkurence je budována v globální síti interakcí probíhající mezi jednotlivými produkčními sítěmi

Petr Očko, v návaznosti na Castellse, definuje novou ekonomiku takto: „Jedná se o ekonomiku, v níž klíčový zdroj generování blahobytu leží ve schopnosti vytvářet nové znalosti a aplikovat je na každou oblast lidské činnosti pomocí vyspělých technologických a organizačních procedur zpracování informací. Díky informační a komunikační propojenosti je ekonomikou síťovou a úspěšná participace v ní závisí také na schopnosti aktivovat síťová propojení a využívat síťových efektů, přičemž toto je analogicky aplikovatelné i na oblast společenských a politických vztahů.“
Jan van Dijk, nizozemský profesor sociologie, vnímá síťovou společnost jako společnost, jejíž podstatou je kombinace mediálních a sociálních sítí, které tvoří základní infrastrukturu. Tato sociální infrastruktura se pod vlivem komunikačních sítí mění, rovněž tak se mění komunikační sítě působením sociální infrastruktury. Zmíněný proces se podílí na formování síťové společnosti, v níž jsou vztahy seskupeny v podobě mediálních sítí nahrazující či doplňující společenské sítě bezprostřední osobní komunikace.
Jan van Dijk ve své knize The Network Society předkládá svým čtenářům, že současná síťová společnost vznikla jako výsledek druhé komunikační revoluce a jednadvacáté století vyhodnocuje jako věk sítí, kdy jsme svědky masové individualizace jednotlivců. Jedním z neblahých procesu individualizace je ovšem nepříjemný pocit odloučení a stimuluje touhu navazovat nové sociální kontakty, což je hnací silou expanzivních sociálních sítí. Jan van Dijk v téže publikaci zmiňuje ověřený fakt, že restrukturalizace komplexně mění celou společnost. Na jedné straně je otevřena globalizaci a socializaci, na straně druhé fandí lokalizaci a individualizaci.
Jak Castells, tak van Dijk se ve své práci zabývají komparací pojmů síťová společnost a společnost informační. Oba se přiklání k přívlastku síťová, neboť považují síťovou společnost jako pokrokovější a daleko pokročilejší. Castells svůj postoj obhajuje tvrzením, že všechny minulé společnosti byly založeny na informaci a tvrdí, že síťová společnost je jakýmsi jejím pokračováním. V informační společnosti si lidé často museli vystačit jen s médii založenými na fyzické podstatě (telegramy, dopisy, noviny), kdežto nyní mají k dispozici pohotový nepřetržitý zdroj informací, internet. Tedy dříve se informace dostávaly pouze do rukou vyvolených, k individuálnímu cíli, avšak nyní, zejména díky internetu, jsou informace dostupné odkudkoliv kdykoliv takřka všem. Manuel Castells své pojednání uzavírá tezí, že každá předchozí společnost byla v podstatě informační, protože každá svým způsobem byla nucena využívat informace, ať už se jednalo o lovení mamuta či sestrojení parního stroje.
Jako další mezník dosvědčující nástup nového společenství vidí Castells - ve shodě s van Dijkem – implementaci nového paradigmatu, jímž jsou nová média. 